# ヨハンナ・ドーナル

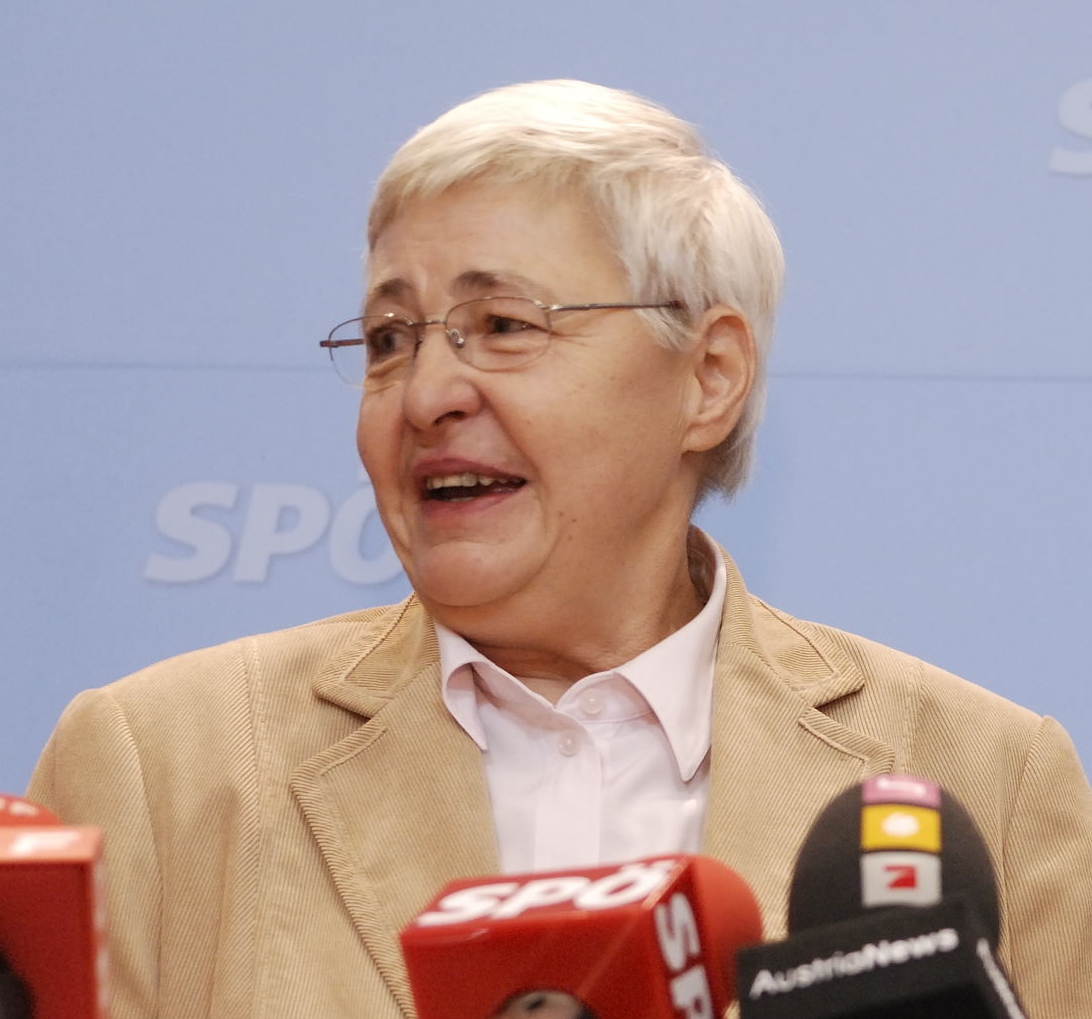
2007年のドーナル

ヨハンナ・ドーナル （ドイツ語：Johanna Aloisia Dohnal、1939年2月14日 - 2010年2月20日）は、オーストリアのフェミニストであり、オーストリア社会民主党の政治家であった。1991年以降、オーストリア初の女性大臣を務めた。  
ドーナルはオーストリアの最も有名な女性政治家であり、オーストリアの女性運動における象徴であるとみなされている。

## 私生活

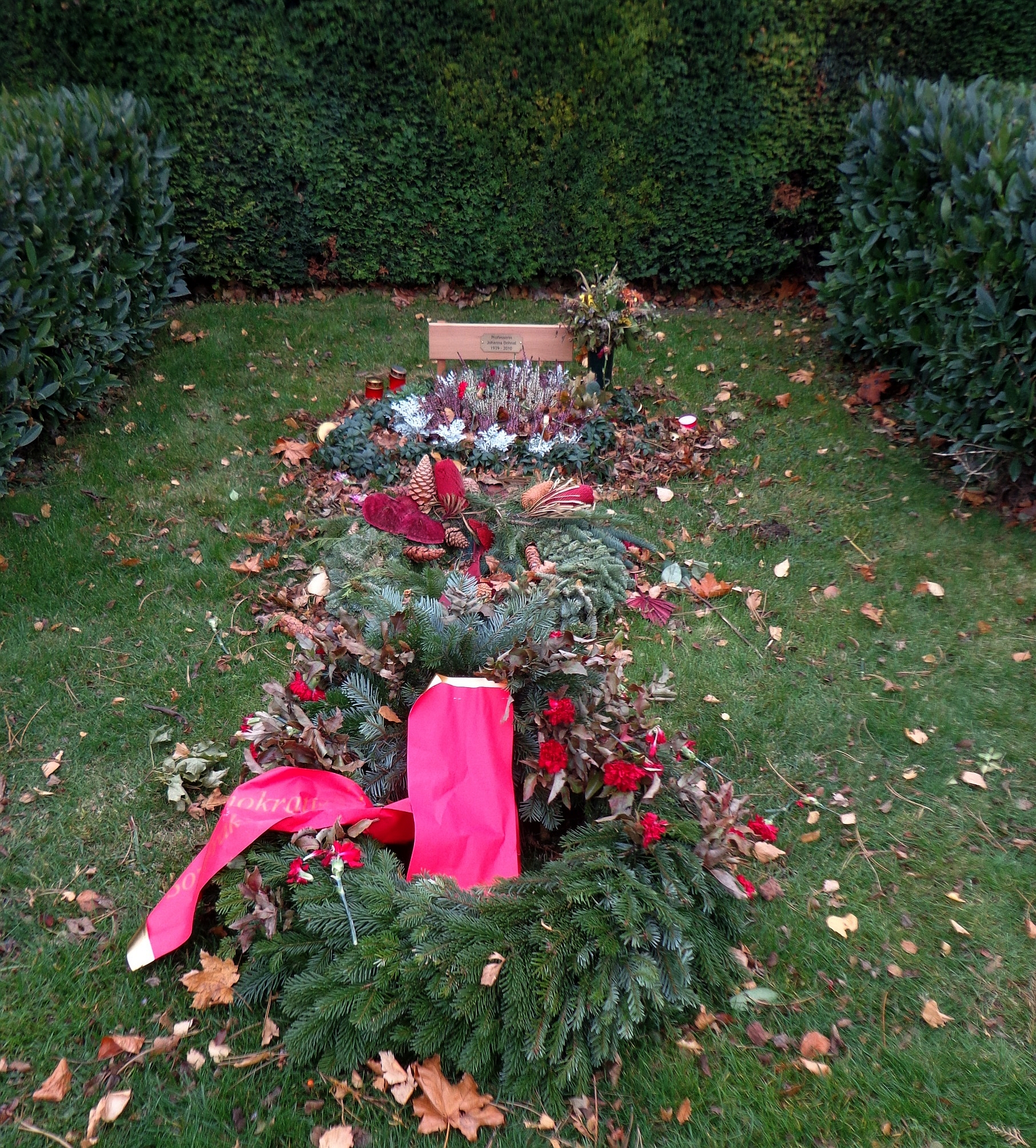
ウィーン中央墓地のドーナルの名誉墓碑」

1939年2月14日、ドイツ統治下のウィーンに生まれる。 母が結核を患っていたため、彼女はウィーン14区の祖母のもとで非嫡出子として育った。
1956年、オーストリア社会民主党に加入。1957年には運転手であったフランツ・ドーナルと結婚するが、19年後にあたる1976年に離婚することを決めた。
2010年1月22日、彼女は長年のパートナーであるAnnemarieAufreiterとパートナーシップを結んだ。 
彼女は2010年2月20日、ニーダーエスターライヒ州グラバーンの自宅で亡くなり、ウィーン中央墓地の名誉墓碑で記念されている。

## 承認

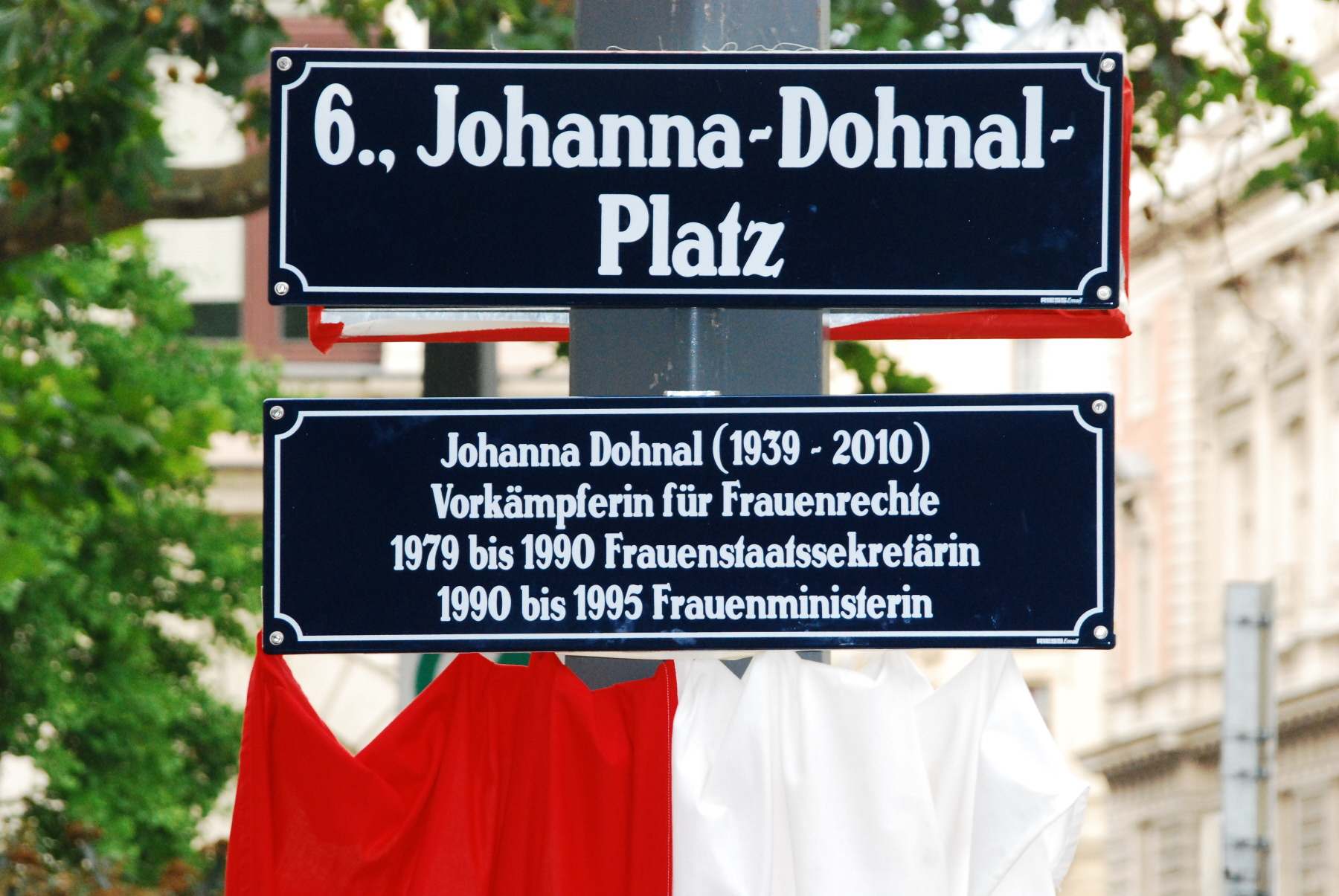
ウィーンのジョンナ・ドーナル広場6

ウィーン6区にあるヨハンナドーナルプラッツは、2012年に彼女に敬意を表して命名された。 

## 文献
- Johanna Dohnal: ein politisches Lesebuch. Mandelbaum-Verlag. (2013). ISBN 9783854764076

## レファレンス
1. ↑  “Johanna Dohnal”. Parlament.   Republik Osterreich. 2019年5月31日閲覧。
2. 1 2  “Johanna Dohnal”. Frauen machen Geschichte.   Renner Institut. 2019年5月31日閲覧。
3. ↑  “Biography: 1995-2010”. Johanna Dohnal. 2019年5月31日閲覧。
4. ↑  “Johanna-Dohnal-Platz Benennung”. Johanna Dohnal (2012年6月5日). 2019年5月31日閲覧。